# 名越操
名越 操（なごや みさお、1929年（昭和4年）- 1986年（昭和61年）6月14日）は、日本の平和運動家である。

## 経歴・人物
広島県広島市に生まれる。広島市立高等女学校（現在の広島市立舟入高等学校）に在学中、広島市への原子爆弾投下により被爆し、原爆症を患った。卒業後は原爆症に苦しみながらも、1948年（昭和28年）に国鉄労働組合に加入し速記を身に着けた事から書記を担当する。
その後結婚し子供に恵まれたが、1964年（昭和39年）頃に次男が体調を崩し、翌1965年（昭和40年）に白血病の診断とされた。その次男は1968年（昭和43年）に死去するが、以降もその人生を描いた書籍の執筆を行い、後に刊行される。晩年は自身が被爆者となった事がきっかけで入退院を繰り返しながら、原子爆弾や水素爆弾等の核兵器の製作及び使用禁止といった平和活動を行った。

## 著書
- 『木の葉のように焼かれて』- 1964年（昭和39年）刊行[1][2]。自身が被爆した経緯が言及されている[1][2]。
- 『ぼくは生きたかった』- 1968年（昭和43年）刊行[1][2]。夫との人生が描かれている[2]。
- 『ヒロシマ母の記』- 1985年（昭和60年）刊行[2]。